# Anthomyia subcalva
Anthomyia subcalva är en tvåvingeart som först beskrevs av Pandelle 1900.  Anthomyia subcalva ingår i släktet Anthomyia och familjen blomsterflugor.
Artens utbredningsområde är Frankrike. Inga underarter finns listade i Catalogue of Life.